# Филип Волфганг фон Флекенщайн
Филип Волфганг фон Флекенщайн-Дагщул (на немски: Philipp Wolfgang von Fleckenstein Freiherr zu Dagstuhl; * пр. 1574; † 1618) е фрайхер на господствата Флекенщайн в Северен Елзас и Дагщул в Саарланд.

## Произход
Той е единственият син на Лудвиг I фон Флекенщайн-Дагщул (1542 – 1577) и съпругата му Анна Сибила фон Ханау-Лихтенберг (1542 – 1580), дъщеря на граф Филип IV фон Ханау-Лихтенберг (1514 – 1590) и Елеонора фон Фюрстенберг (1514 – 1590). Внук е на фрайхер Георг I фон Флекенщайн († 1553) и вилд- и Рейнграфиня Йохана фон Залм-Кирбург († 1595).
Фамилията „Флекенщайн-Дагщул“ измира през 1644 г. със син му Георг II.

## Фамилия
Първи брак: с Анна Александрия фон Раполтщайн (* 7 март/април 1565; † 9 април 1610), дъщеря на граф Егенолф III фон Раполтщайн (1527 – 1585) и втората му съпруга Мария фон Ербах (1541 – 1606), дъщеря на граф Еберхард XII фон Ербах (1511 – 1564) и Маргарета фон Даун (1521 – 1576). Те имат децата:
- Филипа Барбара фон Флекенщайн († пр. 1637), омъжена I. за Филип II фон Еберщайн-Вертенщайн (1570 – 1609), II. на 21 юли 1623 г. за вилд-и Рейнграф Ото II фон Кирбург († 1637)
- Георг II фон Флекенщайн-Дагщул (* 1588; † 31 януари 1644), полковник, последният от линията Флекенщайн-Дагщул, регент на графствата Ханау-Лихтенберг и Ханау-Мюненберг
- Анна Сибила фон Флекенщайн († 1661)
- Филип Якоб фон Флекенщайн († 1622), женен за Барбара фон Зикинген
- Йохан Фридрих фон Флекенщайн
- Анна Мария фон Флекенщайн († сл. 1646)
- Хайнрих фон Флекенщайн

Втори брак: на 18 февруари 1577 г. с Мария Магдалена фон Хоензаксен († сл. 1628). Бракът е бездетен.

## Галерия
- Замък Флекенщайн
- Замък Флекенщайн
- Замък Дагщул (1466)